# Alberto B. Piña
Alberto B. Piña (1884/1885 en Oquitoa, Sonora-10 de julio de 1922 en Nogales, Arizona) fue un diputado y  revolucionario del norte de México que se mantuvo fiel al gobernador José María Maytorena, oponente de los constitucionalistas.

## Primeros años
Nació en el municipio de Oquitoa, Sonora. Hijo de José S. Piña y Micaela Bazurto de Piña. En 1907 contrajo matrimonio con Francisca Vanegas de la ciudad de Caborca, con quien tuvo cinco hijos.

## Inicios del movimiento revolucionario
En 1910 se unió al Partido Nacional Antirreeleccionista en donde fungió como secretario del jefe maderista, Rosendo Dórame. Un año después, al triunfo del movimiento maderista, fue elegido diputado por el Distrito de Altar en la XXIII Legislatura y, como delegado, se convirtió en un informante del general José María Maytorena. A finales de 1911, acusó de arbitrario al vicegobernador Eugenio H. Gayou y al prefecto de Altar, Ramón V. Sosa, por apresar a las autoridades de Caborca.
Tras el golpe de Estado de 1913, conocido como la Decena trágica, fue uno de los legisladores que apoyaron al Congreso del Estado en el desconocimiento del presidente de la República Victoriano Huerta, en mayo de ese mismo año, realizó convenios con los ganaderos locales Jesús, Reyna, Manuel L. Ortega, José María Noriega y Manuel Lizárraga, quienes le entregaron alrededor de tres mil cabezas de ganado para exportar a Estados Unidos y así obtener recursos para el combate al  régimen golpista.

## Villismo
Estuvo al lado de Maytorena cuando éste regresó tras una licencia al gobierno del estado de Sonora el 28 de julio de 1913; ese mismo año, abandonó Sonora y regresó cuando se dio la ruptura entre el general Francisco Villa y el Primer Jefe del Ejército Constitucionalista, Venustiano Carranza , continuó su fidelidad del gobernador Maytorena y el 7 de octubre de 1914, salió de Sonora para representarlo en la Convención de Aguascalientes.
En dichas sesiones fue oponente del constitucionalista Roberto V. Pesqueira; en defensa del gobernador Maytorena, Piña alegó que los indios yaquis formaban parte del ejército y que se negaban a abandonar las posiciones que habían conquistado. Al lado de Heriberto Frías, D. Mariens Valero, S. Pasuengo, E. Catalán y E. Zepeda, figuró entre los que firmaron el Plan de Guadalupe. 
En junio de 1915, se le asignó la Secretaría de Fomento en el gabinete del presidente convencionalista Francisco Lagos Cházaro. Murió el 10 de julio de 1922 en la ciudad fronteriza de Nogales, Arizona.  